# Јансивил (Северна Каролина)
Јансивил (енгл. Yanceyville) град је у америчкој савезној држави Северна Каролина.

## Демографија
По попису из 2010. године број становника је 2.039, што је 52 (-2,5%) становника мање него 2000. године.
| Група             | 2000.         | 2010.         |
| Белци             | 914 (43,7%)   | 779 (38,2%)   |
| Афроамериканци    | 1.129 (54,0%) | 1.110 (54,4%) |
| Азијати           | 3 (0,1%)      | 8 (0,4%)      |
| Хиспаноамериканци | 21 (1,0%)     | 74 (3,6%)     |
| Укупно            | 2.091         | 2.039         |